# Szósty rewolwer
Szósty rewolwer (tytuł oryginalny: The Sixth Gun) – amerykańska seria komiksowa stworzona przez scenarzystę Cullena Bunna i rysownika Briana Hurtta, ukazująca się w formie miesięcznika od maja 2010 do czerwca 2016 nakładem wydawnictwa Oni Press. Oprócz cyklu głównego ukazały się cztery poboczne mini-serie, a od 2019 publikowana jest kontynuacja pt. Shadow Roads. Po polsku główny cykl Szóstego rewolweru opublikowało wydawnictwo Timof i cisi wspólnicy w formie tomów zbiorczych.

## Fabuła
Utrzymana w konwencjach westernu i fantasy akcja serii rozpoczyna się krótko po wojnie secesyjnej w Stanach Zjednoczonych i opowiada o rywalizacji rewolwerowca Drake’a Sinclaira i zdegradowanego oficera armii Oleandra Hume’a, którzy walczą o zdobycie sześciu rewolwerów, z których każdy posiada tajemne moce przechodzące na właściciela. Opętany Hume odkrywa, że szósty rewolwer posiada nieświadoma niczego młoda kobieta Becky Montcrief.

## Tomy zbiorcze
| Tom                 | Tytuł i rok wydania polskiego      | Tytuł i rok wydania oryginalnego    | Zawartość                                                             |
| Cykl główny         | Cykl główny                        | Cykl główny                         | Cykl główny                                                           |
| ------------------- | ---------------------------------- | ----------------------------------- | --------------------------------------------------------------------- |
| 1                   | Zimne Martwe Palce (2015)          | Cold Dead Fingers (2011)            | The Sixth Gun #1–6                                                    |
| 2                   | Rozdroża (2017)                    | Crossroads (2011)                   | The Sixth Gun #7–11                                                   |
| 3                   | Więzy (2017)                       | Bound (2012)                        | The Sixth Gun #12–17                                                  |
| 4                   | Miasteczko zwane Pokutą (2018)     | A Town Called Penance (2012)        | The Sixth Gun #18–23                                                  |
| 5                   | Zimowe wilki (2019)                | Winter Wolves (2013)                | The Sixth Gun #24–29                                                  |
| 6                   | Taniec duchów (2020)               | Ghost Dance (2014)                  | The Sixth Gun #30–35                                                  |
| 7                   | Nie kula, lecz upadek (2020)       | Not the Bullet, But the Fall (2014) | The Sixth Gun #36–41                                                  |
| 8                   | Pomiędzy piekłem a powodzią (2022) | Hell and High Water (2015)          | The Sixth Gun #42–47                                                  |
| 9                   | Boot Hill (2022)                   | Boot Hill (2016)                    | The Sixth Gun #48–50                                                  |
| Poboczne mini-serie |                                    |                                     |                                                                       |
| –                   | Bękarty rewolweru (2020)           | Sons of the Gun (2013)              | The Sixth Gun: Sons of the Gun #1–5                                   |
| –                   | –                                  | Days of the Dead (2015)             | The Sixth Gun: Days of the Dead #1–5                                  |
| –                   | –                                  | Dust to Death (2015)                | The Sixth Gun: Dust to Dust #1–3; The Sixth Gun: Valley of Death #1–3 |